# Valdemar Gyllich
Svend Ludvig Valdemar Gyllich (Güllich) (født 15. december 1836 på Christianshavn, død 31. oktober 1895 i Hellerup) var en dansk teatermaler.
Gyllich var søn af fabrikant Fritz Gyllich (1799 i Strassburg – 1872 i København) og Vilhelmine født Ørgaard. Efter at have besøgt Kunstakademiet fra 1855 blev han 1858 elev af Modelskolen og vandt i 1860 den mindre, i 1862 den store sølvmedalje. Han deltog i den 2. Slesvigske Krig og blev løjtnant. Under Niels Simonsens og Wilhelm Marstrands vejledning uddannede han sig til figurmaler og udstillede 1866 et portræt af sin fader. Samtidig lagde han sig efter teatermaleri, og efter at nogle dekorationer, malede til de mindre teatre, havde vakt opmærksomhed, fik han i 1867 fra Det Classenske Fideicommis og fra Den Reiersenske Fond understøttelse til en udenlandsrejse. Under denne opholdt han sig navnlig i Wien og Paris (1868-69), hvor der var gunstigst lejlighed til uddannelse i det fag, han dyrkede. Fra sin hjemkomst 1870 virkede han ved Det Kongelige Teater indtil 1895 og har dels i sit hovedfag, arkitekturmaleriet, dels i landskaber med mere udført en række teaterdekorationer, hvori han tit med held har forbundet et sandt naturindtryk med kæk teatralsk virkning. Af hans arbejder i forskellig retning kan fremhæves: tysk middelalderlig gade til Mestersangerne, dansk borg til balletten Arkona, ægyptisk have til Faraos Ring, sal i rokokostil til Der var engang - og endelig de pragtfulde, i stykkets ånd smukt komponerede dekorationer til Aladdin.
Gyllich blev i 1875 i andet ægteskab gift med Flora Ulrikke Wiberg, datter af agent Wiberg (1820-1879).
26. maj 1892 blev han Ridder af Dannebrog. Han blev begravet på Vestre Kirkegård.